# V433 Aurigae
V433 Aurigae är en ensam stjärna i södra delen av stjärnbilden Kusken. Den har en skenbar magnitud som varierar från 6,02 till 6,06 och är mycket svagt synlig för blotta ögat där ljusföroreningar ej förekommer. Baserat på parallax enligt Gaia Data Release 2 på ca 1,0 mas, beräknas den befinna sig på ett avstånd på ca 3 200 ljusår (ca 1 000 parsek) från solen. Den rör sig bort från solen med en heliocentrisk radialhastighet på ca 23 km/s.

## Egenskaper
V433 Aurigae är en vit till blå stjärna i huvudserien av spektralklass B2 IV-V. Den har ca 322 gånger solens utstrålning av energi från dess fotosfär vid en effektiv temperatur av ca 7 400 K.

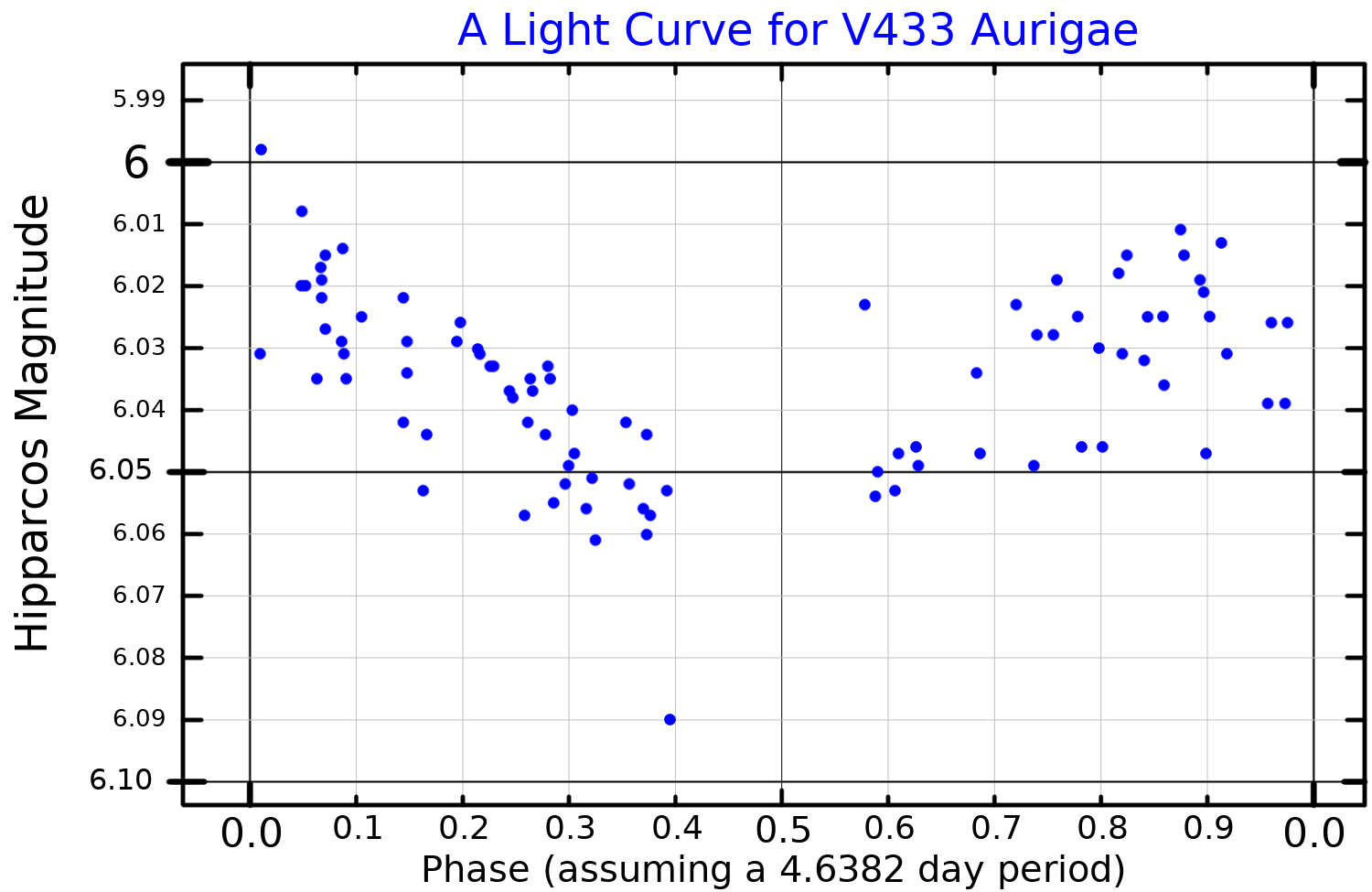
Ljuskurva för V433 Aurigae, plottad från Hipparcosdata.

V433 Aurigae är en långsamt pulserande B-stjärna med en period av 4,6 dygn.